# Fredi Fiorentini
Fredi Fiorentini (16. ožujka 1961.), doktor kinezioloških znanosti, dugogodišnji bivši direktor HNK Hajduk Split,bivši član uprave HNK Hajduk š.d.d. i član Izvršnog odbora Hrvatskog nogometnog saveza. 
Gotovo cijeli dosadašnji radni vijek proveo je na funkciji direktora splitskih Bijelih. Malo je poznato da se okušao i u trenerskom poslu. Godine 1990. nakratko (travanj - lipanj) je bio i trener RNK Split. 